# Pseudodiazona abyssa
Pseudodiazona abyssa är en sjöpungsart som beskrevs av Monniot 1974. Pseudodiazona abyssa ingår i släktet Pseudodiazona och familjen Diazonidae. Inga underarter finns listade i Catalogue of Life.